# Amerikas Gangsterkönige
Amerikas Gangsterkönige ist eine 3-teilige deutsche Doku-Dramareihe des Fernsehprogramms ZDF-History über die amerikanischen Cosa Nostra während der 1920er, 30er und 40er Jahre.

## Handlung
Die Dokureihe bietet einen Einblick in den Aufstieg von Charles „Lucky“ Luciano und seinen Partnern Meyer Lansky, Frank Costello, „Bugsy“ Siegel und Vito Genovese in der Unterwelt von New York City.
| Lucky Luciano | Meyer Lansky | Frank Costello | Bugsy Siegel | Vito Genovese |
| ------------- | ------------ | -------------- | ------------ | ------------- |
|               |              |                |              |               |

## Episodenliste
| Nr. | Originaltitel              | Zusammenfassung | Erstausstrahlung D |
| --- | -------------------------- | --- | ------------------ |
| 1   | Der Aufstieg aus der Gosse | Themen sind unter anderem der durch „Joe“ Masseria kontrollierte Alkoholschmuggel in New York City während der Prohibition, Lucianos Heroin-Handel, die Ermordung von Umberto Valenti, der sogenannte Krieg von Castellammare der durch Salvatore Maranzano ausgelöst wurde und die Ermordung von Masseria und Maranzano. | 5. März 2017       |
| 2   | Der Sturz des Paten        | Themen sind unter anderem die Gründung der sogenannten Mafia-Kommission in den Staaten und der Murder, Inc., über Glücksspiel-Geschäft des Syndikats, Lucianos Rotlicht-Netzwerk, die Verfolgung des Syndikats durch Thomas E. Dewey und die Verurteilung von Lucky Luciano.                                              | 12. März 2017      |
| 3   | Ruhm und Tod               | Themen sind unter anderem Lucianos vorzeitige Entlassung aus der Haft und seine Abschiebung nach Italien, die neue Leitung der Familien-Geschäfte durch Frank Costello, Bugsy Siegels Bau vom „The Flamingo Hotel“-Casino in Las Vegas und seine Ermordung und die Übernahme der Luciano-Familie durch Vito Genovese.     | 19. März 2017      |

## Hintergrund
Das verwendete Bildmaterial der Dokureihe stammt ursprünglich aus Episoden der ersten Staffel von der US-amerikanischen Doku-Dramareihe The Making of the Mob, welche von Stephen David Entertainment produziert wurde. Die Produktion der deutschen Überarbeitung übernahm Frauke Wolf für Kelvinfilm und die Dokureihe wurde in Deutschland erstmals durch das Fernsehprogramm ZDF-History ausgestrahlt.
Wie auch in The Making of the Mob, wird diese Dokureihe von diversen namhaften Personen kommentiert: unter anderem von den Autoren Selwyn Raab, Gay Talese und Rich Cohen, dem ehem. New Yorker Bürgermeister Rudy Giuliani, den Schauspielern Joe Mantegna, Vincent Pastore, Chazz Palminteri, Frank Vincent und Drea de Matteo und auch von Meyer Lanskys Enkelsohn Meyer Lansky II sowie Thomas Deweys Enkelsohn Thomas Dewey III.